# Alfonso Simarra
Alfonso Simarra Valdez (Cartagena, Colombia; 13 de julio de 2000) es un futbolista colombiano. Juega como defensa en la Universidad Central de Venezuela Fútbol Club de la Primera División de Venezuela. 

## Trayectoria

### Barranquilla FC
Debuta en 2019 con el Barranquilla en el Torneo de la B.

### Junior
En 2021 es ascendido al Junior. Debuta el 25 de julio frente a Envigado.

## Clubes
| Club            | País      | Año         |
| --------------- | --------- | ----------- |
| Barranquilla FC | Colombia  | 2019 - 2021 |
| Junior          | Colombia  | 2021 - 2023 |
| Alianza F. C.   | Colombia  | 2023 - 2024 |
| Deportes Tolima | Colombia  | 2024        |
| UCV FC          | Venezuela | 2025 -      |

## Estadísticas
- Actualizado de acuerdo al último partido el 10 de noviembre de 2024.

| Club                          | Div.          | Temporada     | Liga  | Liga  | Copas Nacionales | Copas Nacionales | Copas Internacionales | Copas Internacionales | Total | Total |
| Club                          | Div.          | Temporada     | Part. | Goles | Part.            | Goles            | Part.                 | Goles                 | Part. | Goles |
| ----------------------------- | ------------- | ------------- | ----- | ----- | ---------------- | ---------------- | --------------------- | --------------------- | ----- | ----- |
| Barranquilla F. C. · Colombia | 2ª            | 2019          | 13    | 0     | 1                | 0                | -                     | -                     | 14    | 0     |
| Barranquilla F. C. · Colombia | 2ª            | 2020          | 3     | 0     | 1                | 0                | -                     | -                     | 4     | 0     |
| Barranquilla F. C. · Colombia | 2ª            | 2021          | 12    | 0     | 4                | 0                | -                     | -                     | 16    | 0     |
| Barranquilla F. C. · Colombia | Total club    | Total club    | 28    | 0     | 6                | 0                | -                     | -                     | 34    | 0     |
| Junior · Colombia             | 1ª            | 2021          | 3     | 0     | -                | -                | -                     | -                     | 3     | 0     |
| Junior · Colombia             | 1ª            | 2022          | 4     | 0     | 1                | 0                | -                     | -                     | 5     | 0     |
| Junior · Colombia             | 1ª            | 2023          | 2     | 0     | -                | -                | -                     | -                     | 2     | 0     |
| Junior · Colombia             | Total club    | Total club    | 9     | 0     | 1                | 0                | -                     | -                     | 10    | 0     |
| Alianza F. C. · Colombia      | 1ª            | 2023          | 15    | 1     | 3                | 0                | -                     | -                     | 18    | 1     |
| Alianza F. C. · Colombia      | 1ª            | 2024          | 2     | 0     | -                | -                | -                     | -                     | 2     | 0     |
| Alianza F. C. · Colombia      | Total club    | Total club    | 17    | 1     | 3                | 0                | -                     | -                     | 20    | 1     |
| Deportes Tolima · Colombia    | 1ª            | 2024          | 6     | 0     | 0                | 0                | -                     | -                     | 6     | 0     |
| Deportes Tolima · Colombia    | Total club    | Total club    | 6     | 0     | 0                | 0                | -                     | -                     | 6     | 0     |
| Total carrera                 | Total carrera | Total carrera | 60    | 1     | 10               | 0                | -                     | -                     | 70    | 1     |